# Beata Szymańczak
Beata Szymańczak (* 17. März 1989 in Bielsko-Biała) ist eine polnische Biathletin.
Beata Szymańczak ist Studentin und lebt in Wilkowice. Die Athletin von KS AZS AWF Katowice begann 2004 mit dem Biathlonsport und wird von Mykola Panitkin trainiert. Sie gab ihr internationales Debüt bei den Juniorenrennen der Sommerbiathlon-Weltmeisterschaften 2010 in Nové Město na Moravě und kam dort auf den neunten Platz im Sprint. Im Verfolgungsrennen wurde sie überrundet und konnte das Rennen nicht beenden. 2011 folgten erste Einsätze im IBU-Cup. Bei ihrem ersten Rennen, einem Einzel in Nové Město wurde sie 52. Gegen Ende des Jahres erreichte sie ihre beste Platzierung mit einem 51. Platz in einem Sprintrennen in Obertilliach. Erste internationale Meisterschaften wurden die Biathlon-Europameisterschaften 2011 in Ridnaun, bei denen Szymańczak 18. des Einzels sowie 36. des Sprints und der Verfolgung wurde. Im Staffelrennen wurde sie an der Seite von Monika Hojnisz, Patrycja Hojnisz und Karolina Pitoń in der überrundeten polnischen Staffel Elfte.